# Bechermacherstraße 1 (Stralsund)

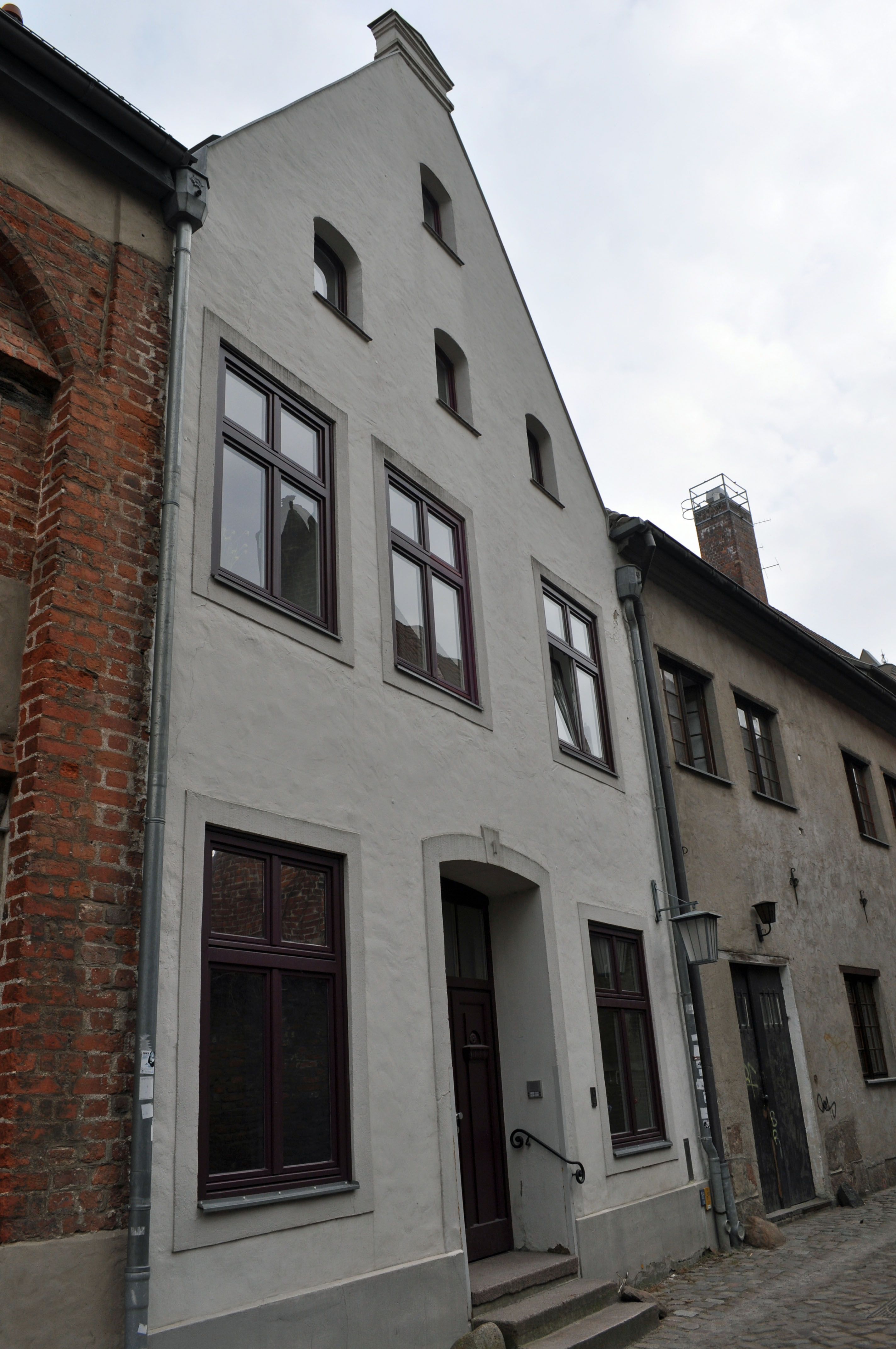
Das Haus Bechermacherstraße 1 in Stralsund (2012)

Das Gebäude mit der postalischen Adresse Bechermacherstraße 1 ist ein denkmalgeschütztes Bauwerk in der Bechermacherstraße in Stralsund.
Der zweigeschossige und dreiachsige, giebelständige Putzbau wurde im 18. Jahrhundert errichtet; im Kern ist das Gebäude vermutlich älter.
Die Fassade ist schlicht gestaltet. Der Giebel weist vier segmentbogige Luken auf.
Das Haus liegt im Kerngebiet des von der UNESCO als Weltkulturerbe anerkannten Stadtgebietes des Kulturgutes „Historische Altstädte Stralsund und Wismar“. In die Liste der Baudenkmale in Stralsund ist es mit der Nummer 96 eingetragen.